# 佐々木左之介
佐々木 左之介（ささき さのすけ、1987年9月9日 - ）は、日本の元プロボクサー。本名・佐々木 卓也（ささき たくや）。神奈川県横浜市出身。ワタナベボクシングジム所属。スタイルはオーソドックス突貫ファイター。元日本ミドル級王者（第56代）。

## 人物
- 趣味・特技　作詞、散歩、グラフィックデザイン。
- 資格　卓球初段、JBCプロボクサーA級、調理師、登録販売者、第二種電気工事士、小型移動式クレーン運転技能講習、床上操作式クレーン運転技能講習、玉掛け技能講習、高所作業車運転技能講習、ガス溶接技能講習、食品衛生責任者、防火・防災管理者、第一種普通自動車免許、普通自動二輪車免許、一級小型船舶操縦免許証、赤十字ベーシックライフサポーター、ダイエット検定1級、サプリメントマイスター

## 経歴
両親、兄弟みな卓球選手という卓球一家に生まれ、本名の「卓也」も卓球から取られて名づけられた。
自身も卓球の名門である湘南工科大附属高校にて関東大会で優勝後、推薦で日本大学法学部に進学。

### プロボクサー時代
しかし、大学では伸び悩んだため3年次に「向いてるかな」という理由でボクシングに転向。リングネームの「左之介」は漫画「るろうに剣心」のキャラクター「相楽左之助」から取った。
2010年3月12日、後楽園ホールにて三上尚起（角海老宝石）戦でデビュー。2-1僅差の判定勝利。
同年6月30日、2戦目は総合格闘技から転向した米澤重隆（青木）をTKO勝利で退ける。
同年10月26日、3戦目は佐藤祐太（シャイアン山本）に3-0の判定勝利。
デビューから3連勝も、2011年1月31日に有明コロシアムで行われた内山高志・李冽理ダブル世界戦の前座で西田光（川崎新田）に初黒星。
しかし、2011年5月17日後楽園ホールにて西田光（川崎新田）とダイレクトリマッチで雪辱。
同年7月5日、岩崎和雄（ロッキー）にTKO勝利。
同年9月28日、旭昇（ヨネクラ）に判定勝利。
2011年度東日本新人王決勝で米澤とのリマッチを制し
2011年度全日本新人王決勝でも大石豊（風間）を1回TKOで降し全日本新人王を獲得。
2012年4月4日、横浜アリーナで行われた亀田興毅・清水智信ダブル世界戦の前座として米澤重隆と3度目の対戦を判定勝利。
同年6月22日、浅野裕一（船橋D）とミドル級8回戦を行い7回TKOで降す。
同年10月8日、湯場忠志（都城レオS）が持つ日本ミドル級王座に挑戦し、4回KOで王座奪取に成功。
2013年2月11日、同級1位の胡朋宏（横浜光）を相手に初防衛戦を行うが、6回TKO負けで王座から陥落した。2ヵ月後には村田諒太の公開A級プロテスト実技試験の相手を務めた。
6月21日、下川原雄大（角海老宝石）を相手に再起戦を行うが、判定負け。以降、怪我の影響もあり王座陥落から数えて5連敗となった。
2016年5月5日、スグルミュージックよりシングルCD「恋するミツバチ」リリース。歌手デビューを果たす。
2018年2月20日、日本3位の成田永生（八王子中屋）と対戦、1回にダウンを奪った後、3回に2度目のダウンを奪いTKOで約5年ぶりの勝利。
同年11月3日、「第578回ダイナミックグローブ」にて竹迫司登（ワールドS）が持つ日本ミドル級王座に挑戦、デビューから9連続KO勝利中のチャンピオンの前に1回はフラフラになりつつ耐えるが、2回にハードパンチでぐらついた所でレフェリーストップTKO。この試合を最後に現役引退。

### 引退後
2021年4月9日公開の日本映画『BLUE/ブルー』に東出昌大演じる小川一樹の対戦相手の日本スーパーウェルター級チャンピオン東選手役で出演した。
同日、産婦人科専門医・医学博士で元同門のプロボクサーでもあった高橋怜奈と結婚。夫婦別姓を選択している。
2022年4月1日、株式会社SANOSUKE＆Co.設立。代表取締役社長に就任。
同年4月6日、建築士を目指し青山製図専門学校建築科（夜間）に再進学。
2024年3月、青山製図専門学校建築科（夜間）卒業。二級建築士国家試験合格を目指す。

## 戦績
- プロボクシング：19戦12勝（6KO）7敗

## 獲得タイトル
- 第68回東日本ミドル級新人王
- 第58回全日本ミドル級新人王
- 第56代日本ミドル級王座（防衛0）